# メイン海事大学
メイン海事大学（メインかいじだいがく）はアメリカ合衆国メイン州に所在する州立大学である。